# Pain au curry

Le pain au curry (カレーパン, karē pan) est un pain japonais populaire. Il est composé de curry japonais enveloppé dans de la pâte qui est ensuite panée dans du panko puis frite. De temps en temps, le pain est cuit comme un pain normal au lieu d'être frit, mais la friture est la méthode la plus répandue.
On trouve habituellement du pain au curry dans les boulangeries et épiceries.

## Dans la fiction
Currypanman est un des super-héros d’Anpanman. Sa tête est faite de pain au curry.
Ranma se bat toujours avec Roland (et gagne) pour obtenir le dernier pain au curry quand ils vont manger à l'école des bleuets et ce serait même l'une des raisons qui les auraient poussés à devenir rivaux.
Haruhara Haruko adore le pain au curry super-épicé dans l'anime FLCL.
Dans Yakitate! Japan!, une compétition de pain au curry a été organisée.
Sebastian Michaelis du manga Kuroshitsuji (Black Butler) a inventé un pain au curry original (avec du curry indien dedans) pour gagner un concours de cuisine. Ce chapitre a été adapté dans les épisodes 14 et 15 de l'anime.
Dans un épisode du drama Nobuta wo Produce, Akira émet le souhait de recevoir du pain au curry à Noël.